# Outside Castle
《Outside Castle》은 대한민국의 음악 그룹 H.O.T.의 다섯 번째이자 마지막 정규 앨범이다. 점차 높아가던 자작곡의 비중이 마침내 100%를 채워, 앨범의 모든 수록곡을 다섯 멤버들의 힘만으로 만들어냈다. 멤버 별로 강타 다섯 곡, 문희준 세 곡, 다른 멤버들이 두 곡씩을 실었다. 비중에서 볼 수 있듯 팀 내에서 비틀즈의 레논-매카트니과도 같은 멜로디 메이커였던 문희준-강타의 작곡 실력이 빛을 발했다. 
이 당시 4집과 마찬가지로 해체설이 나왔고 콘서트 당시 문희준이 해체설을 일축했으나 결국 해체되었다.

## 수록곡
| #             | 제목                                      | 작사           | 작곡            | 편곡                              | 재생 시간 |
| ------------- | ----------------------------------------- | -------------- | --------------- | --------------------------------- | --------- |
| 1.            | 〈Outside Castle〉 (The Castle Outsider)  | 문희준         | 문희준          | 문희준, 박인영(현악 편곡)         | 5:23      |
| 2.            | 〈신비〉 (Delight)                        | 강타           | 강타            | 강타                              | 3:51      |
| 3.            | 〈그래! 그렇게!〉 (We Can Do It)          | 강타           | 강타            | 강타                              | 4:05      |
| 4.            | 〈My Mother〉                             | 장우혁         | 장우혁, 강타    | 장우혁, 송광식, 오조환(현악 편곡) | 3:49      |
| 5.            | 〈꿈의 기도〉 (Pray for You)              | 강타           | 강타            | 강타                              | 4:47      |
| 6.            | 〈파랑새의 소원〉 (Wish of a Blue Bird)   | 문희준         | 문희준          | 문희준                            | 3:35      |
| 7.            | 〈Time Will Tell〉                        | 이재원, 문희준 | 이재원, 문희준  | 이재원                            | 4:21      |
| 8.            | 〈One Last Love〉                         | 토니 안        | 토니 안, 윤치웅 | 윤치웅, 토니 안                   | 3:35      |
| 9.            | 〈Good-Bye 이젠〉 (Good-bye for the Last) | 장우혁         | 장우혁, 강타    | 장우혁                            | 4:16      |
| 10.           | 〈For 姸歌(연가)〉 (A Song For Lady)      | 문희준         | 문희준          | 문희준, 박인영(현악 편곡)         | 4:20      |
| 11.           | 〈Illusion〉                              | 강타           | 강타            | 강타                              | 4:44      |
| 12.           | 〈Natural Born Killer〉                   | 토니 안        | 토니 안         | 토니 안, 오조환(현악 편곡)        | 3:43      |
| 13.           | 〈버려진 아이들〉 (Abandoned Children)    | 이재원         | 이재원          | 이재원                            | 4:46      |
| 14.           | 〈늘 지금처럼〉 (Always My Love)          | 강타           | 강타            | 강타                              | 4:09      |
| 총 재생 시간: | 총 재생 시간:                             | 총 재생 시간:  | 총 재생 시간:   | 총 재생 시간:                     | 56:14     |

- 〈My Mother〉는 영국의 싱어송라이터 조지 마이클의 1984년 노래 〈Careless Whisper〉를 인용하였다.

## 참여
이 목록은 해당 앨범의 부클릿 〈staff〉목록에서 발췌하였다.
| H.O.T. - 문희준 - 보컬, 랩, 신시사이저/컴퓨터 프로그래밍(1, 6, 10), 피아노(1), 샘플링(1, 6), 코러스(1, 4, 6, 9, 12), 백 보컬(2, 3, 5, 11, 14), 믹싱/디렉터(1, 6, 10), 안무 - 강타 - 리드 보컬, 컴퓨터 프로그래밍/신시사이저(2, 3, 5, 11, 14), 백 보컬(2, 3, 5, 11, 14), 코러스(4, 6, 8, 9, 12), 디렉터(2, 3, 5, 9, 11, 14) - 토니 안 - 보컬, 랩, 백 보컬(2, 3, 5, 11, 14), 코러스(4, 9, 12), 신시사이저/컴퓨터 프로그래밍/디렉터(8, 12) - 장우혁 - 랩, 백 보컬(2, 3, 5, 11, 14), 신시사이저/컴퓨터 프로그래밍/디렉터(4, 9), 코러스(4, 9, 12), 녹음(4), 안무 - 이재원 - 랩, 백 보컬(2, 3, 5, 11, 14), 코러스(4, 9, 12), 신시사이저/컴퓨터 프로그래밍/믹싱/디렉터(7, 13) 세션 - 송광식 - 피아노(1, 4, 9, 14) - Groovie K - 기타(1, 7, 9, 10, 12, 13) - 김진미 외 23명 - 현악(1) - 오요환, 오조환 외 8명 - 현악(2, 5, 14) - 오요환, 오조환 - 현악(4, 9, 12) - Gary Chung - 기타(3~5, 8, 9, 11, 14) - 이태윤 - 베이스 기타(4~6, 9, 10, 12~14) - 이정식 - 색소폰(4, 6) - 작은 평화 어린이 합창단 - 코러스(6) - 윤치웅 - 신시사이저/컴퓨터 프로그래밍(8) - DJ Murf - 스크래치(9) - 강수호 - 드럼(10, 12, 14) - 후니훈 - 랩 메이킹(13) | 스탭 - 이수만, H.O.T. - 프로듀서 - 여두현 - 믹싱(1, 6, 7, 13), 녹음 - KAT - 믹싱(10), 녹음 - 전훈(소닉 코리아) - 마스터링 - 김경욱 - 프로덕션 - 홍현종, 박원영 - 프로모션 - 김기범, 천강수, 김연정, 이경민 - 프로모션 보조 - 성문석, 최미숙, 김은아, 이상희 ,김지현, 선우윤재 - 스타일리스트 - 유형배 - 앨범 디자인 - 조세현 - 사진 - 명진아트 - 인쇄 - SM 엔터테인먼트 - 이그제큐티브 프로듀서 |